# Рибчевиці-Другі
Рибчевиці-Другі (пол. Rybczewice Drugie) — село в Польщі, у гміні Рибчевиці Свідницького повіту Люблінського воєводства.